# Friends (White Lies)
Friends è il quarto album in studio del gruppo indie rock inglese White Lies, pubblicato nel 2016.

## Tracce
1. Take It Out On Me – 3:50
2. Morning in LA – 3:21
3. Hold Back Your Love – 4:59
4. Don't Want to Feel It All – 4:20
5. Is My Love Enough? – 5:56
6. Summer Didn't Change a Thing – 4:04
7. Swing – 5:33
8. Come On – 4:07
9. Right Place – 4:19
10. Don't Fall – 3:45